# Élections législatives thaïlandaises de 1976
En 1976, les élections législatives thaïlandaises se sont tenues le 4 avril, pour élire les 279 sièges à pourvoir de la 12e législature de la Chambre des représentants, dont 140 constitue une majorité absolue. 
Le Parti démocrate, de nouveau mené par Seni Pramot, accroît sa majorité relative en obtenant 114 sièges, soit plus de 25% des suffrages et plus de 4,7 millions de voix. Le Parti de la Nation thaïe progresse, en arrivant derrière le Parti démocrate, avec 56 sièges obtenus, soit 28 de plus qu'en 1975. Le Parti de l'Action sociale (en), mené par le Premier ministre sortant et frère de Seni, Kukrit Pramot, arrive nettement derrière la Nation thaïe, avec seulement 4 points de pourcentage d'écart entre celui-ci mais aussi près de 8 000 voix d'écart. Son score s'améliore aussi, grâce à l'obtention de 45 sièges, soit 27 de plus qu'à l'élection précédente. 
Le Parti de la Justice sociale (en), alors arrivé en second en 1975, ainsi que le Parti agrairien-social (th), enregistre des scores nettement inférieures qu'à l'élection précédente, notamment pour le premier qui obtient 28 sièges, soit 17 de moins ; le second en perd 10 comparé à son nombre de sièges obtenus auparavant (9 obtenus lors de cette élection). Le Parti du Nouveau Pouvoir (en) progresse également nettement en obtenant la cinquième place, mais seulement sur le nombre de suffrages (plus de 162 000 voix de plus qu'en 1975), car celui-ci a perdu 9 sièges et n'en obtient que 3 à l'issue de cette élection.
Par la suite, un gouvernement de coalition est de nouveau formé, entre le Parti démocrate, le Parti de la Nation thaïe, le Parti de la Justice sociale (en) et le Parti social-nationaliste (th), amenant ainsi Seni Pramot à être de nouveau nommé Premier ministre par le roi le 20 avril.